# فهرست دولت‌های صلیبی

این فهرست، فهرست دولت‌های صلیبی که طی دوره‌ای از تاریخ مستقل بوده‌اند، است. این فهرست شامل دولت‌های صلیبی در اوترمر، فرانکوکراتیا و بالتیک می‌شود.
با آغاز جنبش صلیبی و شروع نخستین جنگ صلیبی بر پایه آموزه‌های زیارت مقدس و جنگ مقدس، صلیبیون در سال ۱۰۹۸ حرکت خود را برای فتح اراضی مقدس از مسیر زمینی آغاز کردند. پس از عبور از آناتولی، در شامات، بالدوین بولونی پس از یک کودتا در شهر ادسا، قدرت را در دست گرفت و نخستین دولت صلیبی را در شرق برپا نمود. پس از وی بوهموند تارانتو پس از تصرف شهر انطاکیه در سال ۱۰۹۸، به عنوان حاکم جدید شهر، دومین دولت صلیبی یعنی شاهزاده‌نشین انطاکیه را تشکیل داد. در سال ۱۰۹۹، شهر اورشلیم به عنوان هدف اصلی جنگ صلیبی توسط صلیبیون فتح شد تا پادشاهی اورشلیم در اراضی مقدس شکل گیرد. پیروزی صلیبیون در نخستین جنگ صلیبی و پیگیری سیاست تحکیم و گسترش اراضی منجر به فتح شهر و اراضی بسیاری شد که مهم‌ترین آن فتح طرابلس و تشکیل آخرین دولت صلیبی مهم در شرق لاتین شد. در اوج گسترش وسعت دولت‌های صلیبی در شرق، قلمروی این دولت‌ها مشتمل بر نواحی همچون جنوب ترکیه امروزی، سوریه، لبنان، اسرائیل و فلسطین می‌شد. با این حال با آغاز جهاد مسلمانان علیه صلیبیون در اراضی مقدس با هدف بازپس‌گیری اراضی تصرف‌شده توسط صلیبیون، ادسا نخستین دولتی بود که توسط اتابکان زنگی در سال ۱۱۴۴ سقوط کرد اما سایر دولت‌ها توانستند تا اواخر قرن ۱۳ میلادی و هجوم ممالیک به حیات خویش ادامه دهند؛ انطاکیه در سال ۱۲۶۸ و طرابلس در سال ۱۲۸۹ تصرف شد. با سقوط عکا، پایتخت در تبعید دولت اورشلیم، در سال ۱۲۹۱، آخرین پایگاه اصلی صلیبیون در اراضی مقدس و شامات از دست رفت تا بازماندگان به پادشاهی قبرس که پس از جنگ صلیبی سوم تأسیس شد، فرار کنند و پناه ببرند. با این حال برخی گروه‌ها همچون شوالیه‌های مهمان‌نواز موفق شدند تا پس از تصرف برخی جزایر در شرق مدیترانه، دولتی در جزیره رودس تشکیل دهند که تا قرن ۱۶ میلادی دوام یافت.
جنبش صلیبی تنها محدود به اراضی مقدس و شرق محدود نماند و حتی دچار انحراف شد؛ طی جنگ صلیبی چهارم که با هدف بازپس‌گیری اورشلیم آغاز گردید، صلیبیون در سال ۱۲۰۴ دست به تاراج و فتح قسطنطنیه پایتخت امروزی بیزانس زدند. پس این جنگ سبب شد تا امپراتوری بیزانس به تعدادی دولت کوچک تحت حکومت بارون‌های صلیبی و فرانکی منقسم شود؛ مهم‌ترین نهاد امپراتوری لاتینی جدیدالتأسیس قسطنطنیه بود که به رهبری بالدوین، کنت فلاندر، در مقام امپراتور اداره می‌شد. پادشاهی تسالونیک، شاهزاده‌نشین آخا، دوک‌نشین آتن، دوک‌نشین مجمع‌الجزایر و … از دیگر دولت صلیبی و فرانکی بودند که توسط فرماندهان و شوالیه‌های صلیبی بر روی قلمروی امپراتوری بیزانس شکل گرفتند. با این حال دولت‌های فرانکی با مشکلات جدید و دشواری همچون ایالات یونانی امارت اپیروس و امپراتوری نیقیه و نیز امپراتوری بلغار و امپراتوری سلجوقیان روبه‌رو شد. سرانجام تلاش یونانی‌ها برا احیا قدرت خویش در منطقه و امپراتوری بیزانس به سرانجام رسید و دو دولت فرانکی پادشاهی تسالونیک در سال ۱۲۲۶ و امپراتوری لاتین در ۱۲۶۱ سقوط کردند. هرچند دولت‌های کوچک لاتینی همچون آخا و مجمع‌الجزایر تا ظهور و قدرت‌گیری ترکان عثمانی در قرن ۱۵ و ۱۶ به حیات خویش ادامه دادند.
کلیسای کاتولیک و پاپ از جنبش صلیبی برای مسیحی کردن جمعیت‌های پاگان در شرق قلمروی مسیحیت و حوزه بالتیک نیز استفاده کرد. در حین جنگ صلیبی در شمال و شرق اروپا، و پس از جنگ صلیبی لیوونی و در ابتدای قرن ۱۳ میلادی نخستین دولت صلیبی تحت عنوان ترا ماریانا توسط برادران لیوونی شمشیر در نواحی تصرف‌شده لیوونی، لتونی و استونی شکل گرفت که نخست تابع امپراتوری مقدس روم و ادامه کلیسای رم بود و در تنها مقاطعی از استقلال سیاسی برخوردار بود. با قدرت‌گیری شوالیه‌های تتونیک در امپراتوری مقدس روم و پیگیری سیاست مسیحی‌کردن جماعت‌های حوزه بالتیک، با دستور امپراتوران مقدس روم، دولتی تحت نظارت فرقه تتونیک در پروس در سال ۱۲۲۶ شکل گرفت. گرچه دولت شوالیه‌های تتونیک توانست قدرت خویش را با تابع‌کردن ترا ماریانا در نیمه قرن ۱۳ میلادی تحکیم و گسترش دهد، اما منازعات این دولت با دیگر دولت‌های مسیحی منطقه از جمله پادشاهی لهستان سبب شد تا این دولت و قلمروی آن دست‌نشانده این دولت‌ها شود و تا قرن ۱۶ میلادی و آغاز منازعات مذهبی در اروپا به حیات خویش ادامه دهد.

## فهرست دولت‌های صلیبی

### اوترمر
| ۱ | | کنت‌نشین ادسا Comitatus Edessanus              | ادسا (۱۰۹۸–۱۱۴۴؛ ۱۱۴۶) تل باشر (۱۱۴۴–۱۱۴۶؛۱۱۴۶–۱۱۵۰)                      | فئودالی (کنت‌نشین) فهرست کنت‌ها: بالدوین یکم (نخستین؛ ۱۰۹۸–۱۱۰۰) ژوسلین دوم (آخرین؛ ۱۱۳۱–۱۱۴۴)          | قلمروهای تابع: ارباب‌نشین تل باشر و ارباب‌نشین مرعش شهرهای مهم: ملطیه، سامسات، سروج، دولوک، گارگار و کیلیس و بیرا                                                                                            | ۱۰۹۸ | ۱۱۴۴ |
| ۱ | توضیحات: • تأسیس توسط بالدوین بولون طی نخستین جنگ صلیبی • شکست و اسیر بالدوین دوم در نبرد حران و افتادن کنترل ادسا به دست انطاکیه • درگیری ژوسلین یکم با بوهموند دوم، شاهزادهٔ جوان انطاکیه، بر سر شاهزاده‌نشین انطاکیه • اتحاد با امپراتوری بیزانس بعد از حضور ژان کمننوس، امپراتور بیزانس، در سوریه در سال ۱۱۴۲ • اتحاد با آل ارتق و ارسال نیروهای خود به کمک آنها در مقابل نیروهای زنگی • حمله عمادالدین زنگی به ادسا و فتح آن ۱۱۴۴ • تلاش ژوسلین دوم برای فتح مجدد ادسا در سال ۱۱۴۶ پس از قتل عمادالدین زنگی اما شکست از نورالدین زنگی |                                               |                                                                           | | |      |      |
| ۲ | | شاهزاده‌نشین انطاکیه Principatus Antiochenus   | انطاکیه                                                                   | فئودالی (شاهزاده‌نشین) فهرست شاهزادگان: بوهموند یکم (نخستین؛ ۱۰۹۸–۱۱۱۱) بوهموند ششم (آخرین؛ ۱۲۵۲–۱۲۶۸) | قلمروهای تابع: ارباب‌نشین سون و ارباب‌نشین مرعش شهرهای مهم: لاذقیه، اسکندرون، جبله، حارم، سرمدا و بلاتانوس                                                                                                   | ۱۰۹۸ | ۱۲۶۸ |
| ۲ | توضیحات: • تأسیس توسط بوهموند تارانتو طی نخستین جنگ صلیبی • درگیری و منازعات با امپراتوری بیزانس بر سر حاکمیت انطاکیه و قلمروی آن • شرکت بوهموند دوم در جنگ علیه حشاشین و خاندان بوری (اتابکان دمشق) به همراه بالدوین دوم اورشلیم و ژوسلین دوم، کنت ادسا • حمله بوهموند دوم به پادشاهی ارمنی کیلیکیه برای عین زربه و دیگر قلمروهای از دست رفته اما شکست از نیروهای متحد کیلیکیه و دانشمندیان • شکست از نورالدین زنگی در نبرد اناب و کشته شدن ریموند پواتیه • حمله رینالد شاتیون به کیلیکیه بنا به پیشنهاد امپراتور بیزانس، مانوئل یکم • اتحاد رینالد با شاهزاده ارمنستان و حمله به قبرس • شکست از زنگیان در نبرد حارم و اسیر شدن بوهموند سوم • شکست پادشاهی ارمنی کیلیکیه در دهه ۱۱۸۰ و تحمیل‌کردن حاکمیت خود بر کیلیکیه • شکست بوهموند سوم از لوون یکم، شاه ارمنستان و آزادی وی پس از تأیید استقلال پادشاهی ارمنی کیلیکیه • پس از مرگ بوهموند سوم و ریموند چهارم، آغاز جنگ جانشینی در انطاکیه میان ریموند روبن و بوهموند • تکفیر بوهموند چهارم از جانب پاپ هونوریوس سوم پس از اختلافات وی با شوالیه مهمان‌نواز بر سر جبله • تلاش ناموفق بوهموند ششم برای بازپس‌گیری لاذقیه با همراهی کیلیکیه و مغولان • محاصره و سقوط انطاکیه توسط ممالیک در ۱۲۶۸ و برافتادن شاهزاده‌نشین انطاکیه |                                               |                                                                           | | |      |      |
| ۳ | | پادشاهی لاتین اورشلیم Regnum Hierosolymitanum | اورشلیم (۱۰۹۹–۱۱۸۷؛ ۱۲۲۹–۱۲۴۴) صور (۱۱۸۷–۱۱۹۱) عکا (۱۱۹۱–۱۲۲۹؛ ۱۲۴۴–۱۲۹۱) | فئودالی (پادشاهی) فهرست پادشاهان: گادفری بوین (نخستین؛ ۱۰۹۹–۱۱۰۰) هنری دوم (آخرین؛ ۱۲۸۵–۱۲۹۱)         | قلمروهای تابع: ارباب‌نشین صیدا، شاهزاده‌نشین جلیل، کنت‌نشین یافا و اشکلون و ماورای اردن شهرهای مهم: عکا، صور، لدُ، نابلس، الخلیل، حیفا، بیسان، آرسوف، قیمون، تورون و بانیاس، اسکندرونه، داروم، بیروت و قیساریه | ۱۰۹۹ | ۱۲۹۱ |
| ۳ | توضیحات: • تأسیس توسط صلیبیون پس از فتح اورشلیم طی نخستین جنگ صلیبی • انتخاب گادفری بوین به عنوان «مدافع مقبره مقدس» • برگزیدن عنوان «پادشاه لاتین اورشلیم» توسط بالدوین یکم • درگیری با دولت‌های مسلمان از جمله فاطمیان و اتابکان سلجوقی طی گسترش قلمرو در ابتدای قرن ۱۲ • تأسیس نخستین فرقه‌های نظامی، شوالیه‌های معبد و شوالیه‌های مهمان‌نواز • شرکت پادشاهی اورشلیم در جنگ صلیبی دوم برای فتح دمشق و بازپس‌گیری ادسا • به قدرت رسیدن زنگیان در شام و آغاز جهاد آنها علیه پادشاهی • آغاز جنگ داخلی میان ملیساند و بالدوین سوم بر سر قدرت اورشلیم • مسخر کردن اشکلون توسط بالدوین سوم و آغاز حمله به مصر • اتحاد میان امپراتوری بیزانس و پادشاهی اورشلیم برای حمله به مصر • ناکامی امالریک یکم در فتح مصر پس از سه بار حمله به این قلمرو • سقوط فاطمیان و ظهور صلاح‌الدین ایوبی • آغاز جهاد صلاح‌الدین علیه پادشاهی اورشلیم • توافق صلح میان بالدوین چهارم و صلاح‌الدین • منازعات داخلی پادشاهی بر سر جانشینی و نائب حکومت میان ریموند کنت طرابلس، سیبلا و بالدوین چهارم • حمله رینالد شاتیون به شهرهای بندری مسلمانان در دریای سرخ • حمله مجدد صلاح‌الدین و شکست دادن نیروهای پادشاهی در نبرد حطین در ۱۱۸۷ و اسیر شدن پادشاه اوشلیم، گی لوزینیان • فتح بخش اعظمی از قلمروی پادشاهی اورشلیم توسط صلاح‌الدین بجز صور و طرابلس • محاصره عکا توسط نیروهای پادشاهی پس از آزادی گی لوزینیان • وقوع جنگ صلیبی سوم و بازپس‌گیری عکا و یافا توسط صلیبیون به رهبری ریچارد یکم انگلستان • بازپس‌گیری بیروت توسط نیروهای امپراتوری مقدس روم طی جنگ صلیبی ۱۱۹۷ • آغاز مجدد حمله صلیبیون با همراهی پادشاهی اورشلیم به مصر طی جنگ صلیبی پنجم • جنگ صلیبی ششم و توافق میان فریدریش دوم و الکامل و به دست گرفتن کنترل مجدد اورشلیم • آغاز جنگ داخلی معروف به لمباردی‌ها در قلمروی پادشاهی میان طرفداران امپراتوری مقدس روم و فرانک‌های بومی به رهبری خاندان ابلین • وقوع جنگ صلیبی بارونی و بازگشتن قلمروی پادشاهی به پیش از نبرد حطین • آغاز جملات ایوبیان با همراهی نیروهای خوارزمشاهی به پادشاهی و بازپس‌گیری مجدد اورشلیم در سال ۱۲۴۴ • آغاز جنگ صلیبی لوئی نهم با همراهی پادشاهی اورشلیم و ناکامی در مصر • آغاز جنگ سنت سابا میان جمهوری جنوا و جمهوری ونیز در شام بر سر گسترش حوزه نفوذ خود در عکا و صور • به قدرت رسیدن ممالیک با برانداختن دولت ایوبیان در مصر • اتحاد پادشاهی اورشلیم و صلیبیون با مغولان برای حمله به ممالیک و قلمروی مسلمانان • آغاز جهاد ممالیک علیه دولت‌های صلیبی و سقوط اوترمر • محاصره عکا در سال ۱۲۹۱ توسط الاشرف خلیل و سقوط پادشاهی اورشلیم |                                               |                                                                           | | |      |      |
| ۴ | | کنت‌نشین طرابلس Comitatus Tripolitanus         | طرطوس (۱۱۰۲–۱۱۰۹) طرابلس (۱۱۰۹–۱۲۸۹)                                      | فئودالی (کنت‌نشین) کنت‌های طرابلس: ریموند یکم (نخستین؛ ۱۱۰۲–۱۱۰۵) لوچیا (آخرین؛ ۱۲۸۷–۱۲۸۹)              | قلمروهای تابع: ارباب‌نشین بترون شهرهای مهم: طرطوس، جبیل، عرقه، مرقب و حصن‌الاکراد | ۱۱۰۲ | ۱۲۸۹ |
| ۴ | توضیحات: • تأسیس پس از تصرف منطقه طرابلس و شهر جبیل توسط ریموند سن‌ژیل • درگیری و اختلاف داخلی میان برتراند با ویلیام ژردان • محاصره و تصرف طرابلس در ۱۲ ژوئیه ۱۱۰۹ و انتخاب به عنوان مرکز کنت‌نشین • منازعات کنت‌نشین طرابلس با انطاکیه بر سر قلمرو و سیاست‌های داخلی • اختلاف با پادشاهی اورشلیم در عهد پونس • درگیری و اختلاف ریموند دوم با آلفونسو ژردان، کنت تولوز، بر سر کنت‌نشین طرابلس طی جنگ صلیبی دوم • شکست کنت طرابلس، ریموند سوم، در نبرد حارم و اسیر شدن وی در سال ۱۱۶۴ • درگیری با در منازعات داخلی پادشاهی اورشلیم در زمان ریموند سوم • یاد نکردن سوگند وفاداری به گی لوزینیان و اتحاد موقت ریموند سوم با صلاح‌الدین ایوبی • انتخاب ریموند، پسر بوهموند شاهزاده انطاکیه به عنوان جانشین و فرزندخواندهٔ ریموند سوم • صلح بوهموند سوم با صلاح‌الدین ایوبی برای حفظ انطاکیه و طرابلس • اختلافات شاهزاده‌نشین انطاکیه با پادشاهی ارمنی کیلیکیه و شوالیه‌های مهمان‌نواز • اعلان بی‌طرفی در جنگ صلیبی ششم، بارونی و جنگ صلیبی هفتم • اتحاد با پادشاهی ارمنی کیلیکیه و مغولان • تلاش ناموفق برای بازپس‌گیری لاذقیه با همراهی کیلیکیه و مغولان • منعقد کردن پیمان صلح ده ساله با بیبرس برای حفظ طرابلس • جنگ داخلی طرابلس: درگیری با گی دوم امبریاکو، ارباب جبیل و شوالیه‌های معبد • محاصره طرابلس در سال ۱۲۸۹ توسط ممالیک و سقوط کنت‌نشین طرابلس |                                               |                                                                           | | |      |      |

### فرانکوکراتیا
| ۱ | | امپراتوری لاتین قسطنطنیه imperium Romanorum | قسطنطنیه                                  | فئودالی (امپراتوری) امپراتور لاتین: بالدوین یکم (نخستین؛ ۱۲۰۴–۱۲۰۵) بالدوین دوم (آخرین؛ ۱۲۲۸–۱۲۶۱)   | قلمروهای تابع: پادشاهی تسالونیک، شاهزاده‌نشین آخا، دوک‌نشین پلوودیو، دوک‌نشین آتن و دوک‌نشین مجمع‌الجزایر شهرهای مهم: نیکومدیا و آدریانپول | ۱۲۰۴ | ۱۲۶۱ |
| ۱ | توضیحات: • تأسیس پس از سقوط قسطنطنیه طی جنگ صلیبی چهارم در سال ۱۲۰۴ و توافق میان لاتینی‌ها و ونیزی‌ها برای جایگزینی با امپراتوری بیزانس • سیاست مقابله و دفاع از امپراتوری در مقابل یونانی‌ها و متحدین والاش-بلغاری‌ها • شکست و اسارت بالدوین یکم از نیروهای متحد والاش و بلغارها در آدریانپول در سال ۱۲۰۵ • شکستن اتحاد میان بلغارها و یونانی‌ها در زمان هنری فلاندرز با سیاست‌های دیپلماتیک وی • مبدل شاهزاده‌نشین آخا به واسال امپراتوری در عهد هنری • تلاش‌های مکرر اما ناموفق امپراتوران لاتین به‌خصوص هنری برای جلب نظر اتباع یونانی امپراتوری لاتین • اختلاف با پادشاهی حاکمان لمباردی پادشاهی تسالونیک بر سر حاکمیت امپراتوری لاتین قسطنطنیه • با مرگ هنری فلاندرز، آغاز منازعات داخلی در امپراتوری بر سر قدرت • شکست از امپراتوری نیقیه در سال ۱۲۲۴ • فتح تسالونیک توسط دولت یونانی اپیروس • اتحاد امپراتوری با کومان‌ها در زمان بالدوین دوم • شکست فرانک‌ها و لاتینی‌ها در مقابل میخائیل هشتم پالایولوگوس، امپراتور نیقیه در نبرد پلاگونیا (۱۲۵۹) • تصرف ناگهانی قسطنطنیه توسط آلکسیوس استراتگوپولوس و پایان دولت لاتینی‌ها در قسطنطنیه و فرار امپراتور لاتین به ایتالیا • واگذاری قلمرو باقی‌مانده لاتینی‌ها در منطقه به پادشاه ناپولی، شارل یکم آنژو |                                             |                                           | | |      |      |
| ۲ | | پادشاهی تسالونیک Regnum Thessalonicae       | تسالونیکا                                 | فئودالی (پادشاهی) پادشاهان تسالونیک: بونیفاس (نخستین؛ ۱۲۰۴–۱۲۰۷) دمتریوس (آخرین؛ ۱۲۰۷–۱۲۲۴)          | قلمروهای تابع: شاهزاده‌نشین آخا شهرهای مهم: شهرهای نواحی تسالی و مقدونیه                                                               | ۱۲۰۴ | ۱۲۲۴ |
| ۲ | توضیحات: • تأسیس پس از جنگ صلیبی چهارم در ناحیه مقدونیه و با محوریت شهر تسالونیک • پس از ناکامی برای دریافت عنوان امپراتوری لاتین قسطنطنیه، انتخاب بونیفاس به عنوان پادشاه تسالونیک • فتح ناحیه تسالی و نواحی مرکزی یونان • آغاز اختلاف با امپراتوری لاتین قسطنطنیه بر سر حاکمیت این امپراتوری بر تسالونیک • کشته‌شدن بونیفاس در نبرد با بلغارها در سال ۱۲۰۷ و به قدرت رسیدن دمتریوس با حمایت امپراتور لاتین و تأیید پاپ • آغاز منازعات تسالونیک با امارت یونانی اپیروس • سقوط تسالونیک توسط نیروهای یونانی اپیروس در سال ۱۲۲۴ و فرار دمتریوس به ایتالیا |                                             |                                           | | |      |      |
| ۳ | | شاهزاده‌نشین آخا Principatum Achaeorum       | آندراویدا (۱۲۰۵–۱۲۴۹) میستراس (۱۲۴۹–۱۲۶۱) | فئودالی (شاهزاده‌نشین) شاهزادگان آخا: ویلیام (نخستین؛ ۱۲۰۵–۱۲۰۹) چنتریون دوم (آخرین؛ ۱۴۰۴–۱۴۳۲)       | قلمروهای تابع: - شهرهای مهم: شهرهای شبه‌جزیره پلوپونز و جزیره موریا                                                                    | ۱۲۰۵ | ۱۴۳۲ |
| ۳ | توضیحات: • تأسیس پس از جنگ صلیبی چهارم در شبه‌جزیره پلوپونز در سال ۱۲۰۵ توسط یکی از شوالیه‌های حاضر در این جنگ به نام ویلیام شالیت • شکست‌دادن نیروهای یونانی باقی‌مانده در شبه‌جزیره تا دهه ۱۲۱۰ • گسترش قلمرو و حاکمیت آخا در زمان جافری ویلاردوئن با فتح کورینتوس، نافپلیو، آرگوس، آرکادیا و لاکونیا • پس از سقوط پادشاهی تسالونیک، مبدل به قدرت اصلی ناحیه پلوپونز و یونان • شهرت بخاطر فرهنگ و شوالیه‌گری و سلحشوری در غرب • ساخت دژ و قلعه‌های متعدد در اراضی شاهزاده‌نشین آخا • پیروزی بر حاکمان آتن و تبس و تسلط بر قلمروی آنان در سال ۱۲۵۸ • اتحاد با اپیروس و حضور شاهزاده خا در نبرد پلاگونیا • آغاز بحران‌های شاهزادهنشین پس از اسارت شاهزاده در نبرد پلاگونیا و واگذاری بخشی از قلمروی به امپراتوری احیاشده بیزانس • پذیرفتن حاکمیت پادشاهی ناپولی و خاندان آنژو در سال ۱۲۶۷ • آغاز منازعات با موریا در قرن ۱۴ میلادی • فتح توسط نیروهای ترک عثمانی در سال ۱۴۳۲ میلادی |                                             |                                           | | |      |      |
| ۴ | | دوک‌نشین آتن Ducatus Athenarum               | آتن                                       | فئودالی (دوک‌نشین) دوک‌های آتن: اوتون (نخستین؛ ۱۲۰۵–۱۲۲۵) فرانچسکو دوم (آخرین؛ ۱۴۵۵–۱۴۵۸)              | قلمروهای تابع: - شهرهای مهم: تبس | ۱۲۰۵ | ۱۴۵۸ |
| ۴ | توضیحات: • تأسیس پس از جنگ صلیبی چهارم پس از فتح مناطق مرکزی یونان توسط بونیفاس • رسیدن قدرت آتن و تبس به خاندان د لا روش • تلاش دوک‌ها آتن برای ایستادگی در مقابل جاه‌طلبی و قدرت‌طلبی شاهزادگان آخا در یونان • جنگ داخلی در ۱۲۵۵ تا ۱۲۵۸ میان حاکمان آتن با پشتیبانی ونیزی‌ها در مقابل خاندان ویلاردوئن • قدرت‌گیری نیروهای مزدور کاتالان و پیروزی آنها بر خاندان د لا روش در نبرد آلمیروس و به دست‌گرفتن قدرت در آتن • به قدرت رسیدن خاندان آچایولی در آتن در اواخر قرن ۱۴ میلادی • فتح آتن توسط نیروهای عثمانی در سال ۱۴۵۸ |                                             |                                           | | |      |      |
| ۵ | | دوک‌نشین مجمع‌الجزایر Ducato dell'arcipelago  | ناکسوس                                    | فئودالی (دوک‌نشین) دوک‌های مجمع‌الجزایر: مارکو د ساندو (نخستین؛ ۱۲۰۷–۱۲۲۷) جوزف ناسی (آخرین؛ ۱۵۶۶–۱۵۷۹) | قلمروهای تابع: - شهرهای مهم: پاروس، کیتنوس، میلوس و …                                                                                 | ۱۲۰۷ | ۱۵۷۹ |
| ۵ | توضیحات: • تأسیس پس از تصرف جزایر اژه پس از جنگ صلیبی چهارم در سال ۱۲۰۷ • به قدرت خاندان ونیزی ساندو در مجمع‌الجزایر • به قدرت رسیدن خاندان کریسپو با کودتا در ابتدای قرن ۱۴ میلادی • آغاز درگیری با یورش‌های دریایی ترکان در دریای اژه در ابتدای قرن ۱۴ • پذیرفتن حاکمیت ترکان عثمانی در سال پس از اشغال ناکسوس ۱۵۳۷ • افتادن کنترل مستقیم جزایر دریای اژه به دستان سلاطین عثمانی |                                             |                                           | | |      |      |

### بالتیک
| ۱ | | ترا ماریانا Terra Mariana                        | ریگا (دو فاکتو) والک (از ۱۴۳۵)            | فئودالی (کنفدراسیونی) برادران لیوونی شمشیر (تا ۱۲۳۷) شوالیه‌های لیوونی و کلیسای کاتولیک روم (از ۱۲۳۷)                                                  | قلمروهای تابع: دوک‌نشین استونی، سراسقف‌نشین ریگا، اسقف‌نشین کورلند، اسقف‌نشین دوپارت، اسقف‌نشین اوسل-ویک و قلمروهای تحت امر برادران لیوونی شمشیر شهرهای مهم: - | ۱۲۰۷ | ۱۵۶۱ |
| ۱ | توضیحات: • تأسیس پس از جنگ صلیبی لیوونی و تصرف نواحی استونی و لیوونی توسط صلیبیون • اداره شدن توسط برادران لیوونی شمشیر تا سال ۱۲۳۷ • از سال ۱۲۳۷، اداره توسط شاخهٔ خودمختار شوالیه‌های تتونیک، شوالیه‌های لیوونی و کلیسای رم • آغاز جنگ‌های داخلی لیوونی از سال ۱۲۹۰ تا ۱۳۴۵ میلادی میان کلیسا، فرقه‌های نظامی و اشراف محلی و آلمانی • قیام شب سنت جورج توسط بومیان استونی: سرکوب شورشیان و واگذاری دوک‌نشین استونی به شوالیه‌های تتونیک توسط دانمارک • شکل‌گیری لندتگ یا شورای محلی در سال ۱۴۱۹ • شکل‌گیری کنفدراسیون لیوونی پس از شکست شوالیه‌های لیوونی از نیروهای دوک‌نشین بزرگ لیتوانی و لهستان • آغاز جنگ‌های لیوونی در سال ۱۵۵۸ تا ۱۵۶۱: وگذاری استونی به سوئد، لیوونی و کورلند به لهستان-لیتوانی و اوسل به دانمارک-نروژ |                                                  |                                           | | |      |      |
| ۲ | | دولت شوالیه‌های تتونیک Civitas Ordinis Theutonici | مالبورک (۱۳۰۸–۱۴۵۴) کونیگسبرگ (۱۴۵۴–۱۵۲۵) | تئوکراسی (انتخابی) «استاد بزرگ»، «استاد و ارباب بزرگ پروس» و «مالک بزرگ لیوونی» : هرمان فون سالزا (نخستین؛ ۱۲۲۶–۱۲۳۹) گاتهارد کتلر (آخرین؛ ۱۵۵۹–۱۵۶۱) | قلمروهای تابع: ترا ماریا (از سال ۱۲۳۷) شهرهای مهم: کورلند، گوتلاند، لیوونی، نوی‌مارک، پومرلیا، پروس و ژمایتیا                                              | ۱۲۲۶ | ۱۵۶۱ |
| ۲ | توضیحات: • تأسیس پس از فرمان سلطنتی فریدریش دوم، امپراتور مقدس روم در ریمینی در سال ۱۲۲۶ و اعطای اراضی به شوالیه‌های تتونیک در پروس • گرفتن کنترل ترا ماریانا و مبدل شدن این حکومت به تابع شوالیه‌های تتونیک در سال ۱۲۳۷ • آغاز جنگ با لهستان و تصرف بندر دانزیگ (گدانسک) در ابتدای قرن ۱۴ • آغاز دور جدید از جنگ با لهستان و بسته‌شدن معاهده کالیش در سال ۱۳۴۳ • شکست در نبرد گرونوالد از لهستان در سال ۱۴۱۰ • آغاز جنگ با لهستان در سال ۱۴۵۶ و پیروزی لهستان؛ مبدل شدن به تابع لهستان در سال ۱۴۶۶ • پذیرفتن ایده انتخاب شاهزاده امپراتوری به عنوان استاد بزرگ در اواخر دهه ۱۴۹۰ برای مقابله با لهستان • آغاز دور جدید جنگ با لهستان (۱۵۱۹–۱۵۲۱)؛ معاهده خارکوف و اعطای قدرت به استادان شوالیه‌های تتونیک برای مبدل شدن به دوک دوک‌نشین پروس • پذیرفتن لوتریانیسم و مبدل شدن به اولین قلمرو پروتستان • آغاز جنگ‌های لیوونی در سال ۱۵۵۸ تا ۱۵۶۱؛ پایان دوران شوالیه‌های تتونیک با سکولارسازی فرقهٔ لیوونی |                                                  |                                           | | |      |      |

### سایر
| ۱ | | پادشاهی قبرس Regnum Cypri                         | نیکوزیا | فئودالی (پادشاهی) پادشاهان قبرس: گی لوزینیان (نخستین؛ ۱۱۹۲–۱۱۹۴) کاترین کورنارو (آخرین؛ ۱۴۷۴–۱۴۸۹)                      | شهرهای مهم: لیماسول، فاماگوستا، پافوس و کایرنیا                      | ۱۱۹۲ | ۱۴۸۹ |
| ۱ | توضیحات: • فتح و تأسیس طی جنگ صلیبی سوم توسط ریچارد یکم انگلستان • واگذاری آن به گی لوزینیان و خاندان او • آغاز جنگ لمباردی‌ها با همراهی خاندان ابلین در مقابل امپراتوری مقدس روم و متحدانش • شکست نیروهای امپراتوری مقدس روم در نبرد اگیردا در سال ۱۲۳۲ • یکی شدن پادشاهان اورشلیم و قبرس پس از شکست امپراتوری مقدس روم در شرق در سال ۱۲۶۸ • همکاری با فرقه‌های نظامی و مغولان برای بازپس‌گیری اراضی پس از سقوط اوترمر • از میان رفتن یک‌سوم جمعیت طی مرگ سیاه در این قلمرو • حمله پادشاهی قبرس با ترکان آناتولی و ممالیک و غارت اسکندریه در ۱۳۶۵ • یورش جمهوری جنوا به قبرس پس از ضربه قبرس به تجارت این جمهوری در مصر • یورش ممالیک در سال ۱۴۲۶ به قبرس و اسیر کردن پادشاه قبرس، ژانوس • یورش مکرر دزدان دریایی ترک به قبرس طی قرن ۱۴ و ۱۵ • آغاز جنگ داخلی میان ملکه شارلوت و جیمز دوم • به قدرت رسیدن جیمز با همراهی ممالیک در قبرس و از میان قدرت جنوا در این جزیره • با فشار جمهوری ونیز، خلع شدن آخرین ملکه قبرس، کاترین و تبدیل قبرس به قلمروی ونیز در سال ۱۴۸۹ |                                                   |         | |                                                                      |      |      |
| ۲ | | شوالیه‌های مهمان‌نواز رودس Fraternitas Hospitalaria | رودس    | تئوکراسی (انتخابی) استاد بزرگ شوالیه‌های مهمان‌نواز: فولکوس دی ویلارت (نخستین؛ ۱۳۱۰–۱۳۱۹) فیلیپ ویلیرس (آخرین؛ ۱۵۲۱–۱۵۲۲) | قلمروهای تابع: - شهرهای مهم: سمورنا، بودروم، هالیکارناس و کاستلوریزو | ۱۳۱۰ | ۱۵۲۲ |
| ۲ | توضیحات: • تأسیس پس از فتح جزیره رودس توسط شوالیه‌های مهمان‌نواز در سال ۱۳۱۰ پس از چهار سال محاصره • تصرف بنادر و جزیره‌های همچون بودروم، هالیکارناس و کاستلوریزو • فتح بندر سمورنا در سال ۱۳۵۱ طی جنگ صلیبی سمورنا • یورش تیمور به آناتولی و سقوط بندر سمورنا در سال ۱۴۰۲ • درگیری با دزدان دریایی بربر در شرق میدترانه در اوایل قرن ۱۵ • مقاومت در برابر هجوم ممالیک در سال ۱۴۴۴ و عثمانی در سال ۱۴۸۰ پس سقوط امپراتروی بیزانس • ساخت قلعه هالیکارناس (بودروم امروزی) با استفاده از خرابه‌های آرامگاه هالیکارناس • هجوم امپراتوری عثمانی در زمان سلیمان قانونی به رودس در سال ۱۵۲۲؛ سقوط رودس و فرار نیروهای باقی‌مانده به سیسیل |                                                   |         | |                                                                      |      |      |